# Léon Levavasseur

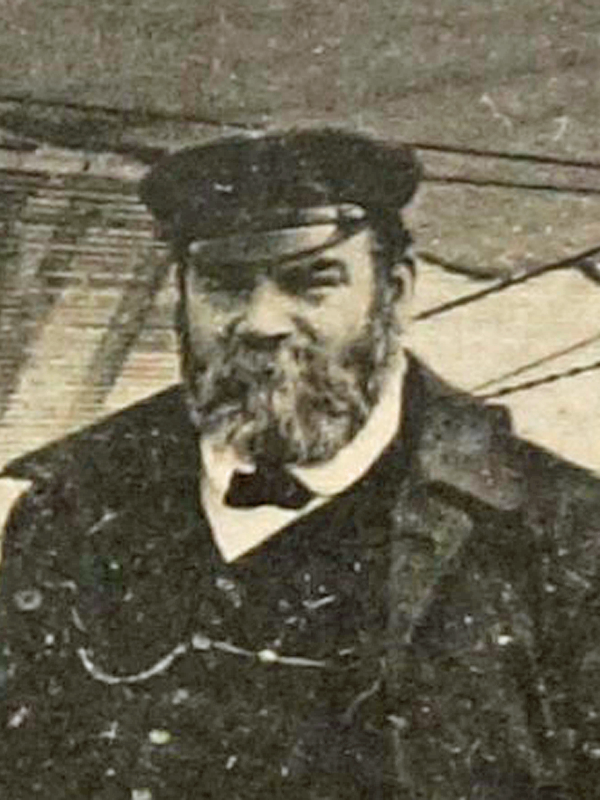
Léon Levavasseur

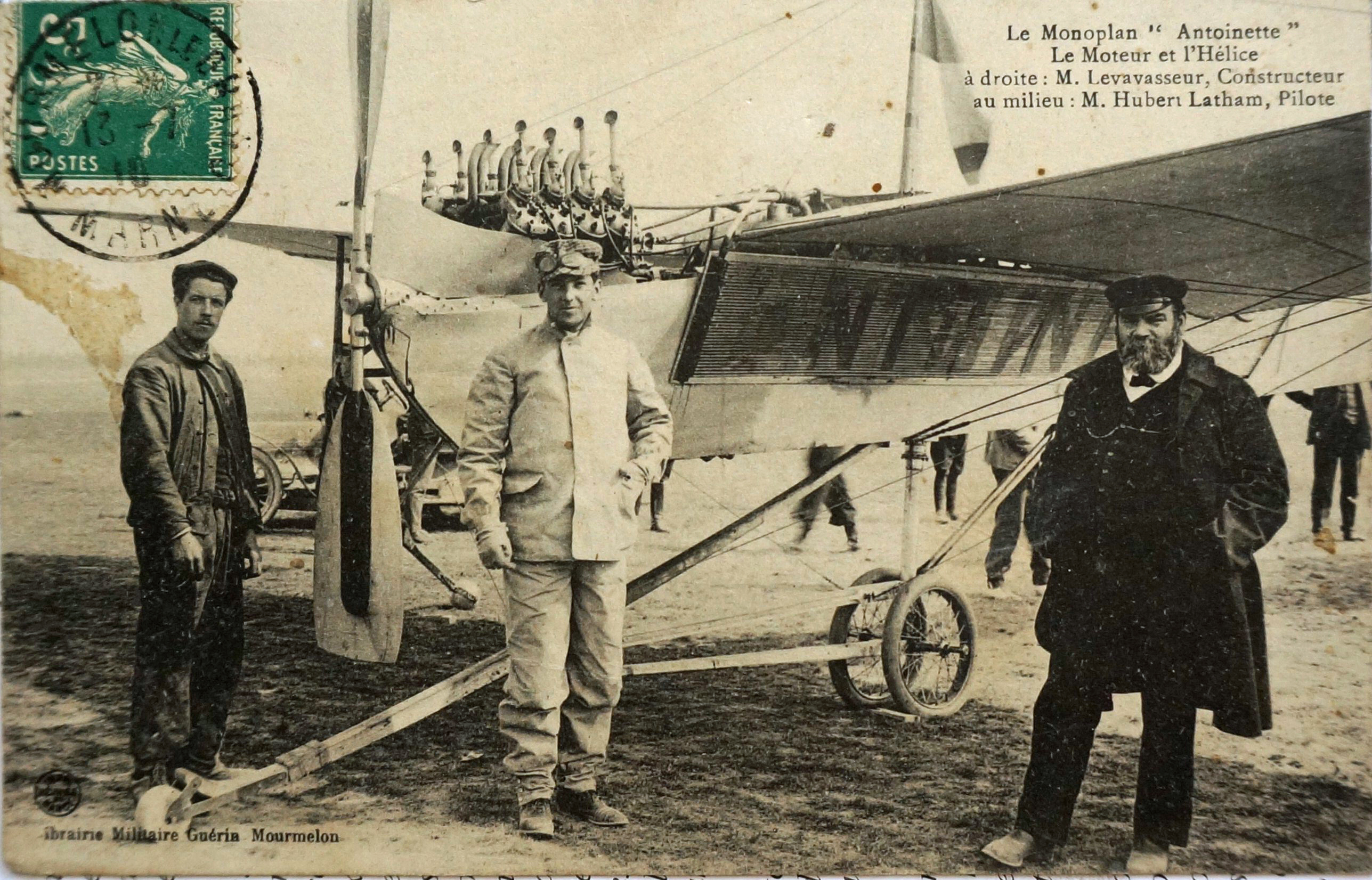
Hubert Latham (Mitte) und Léon Levavasseur (rechts)

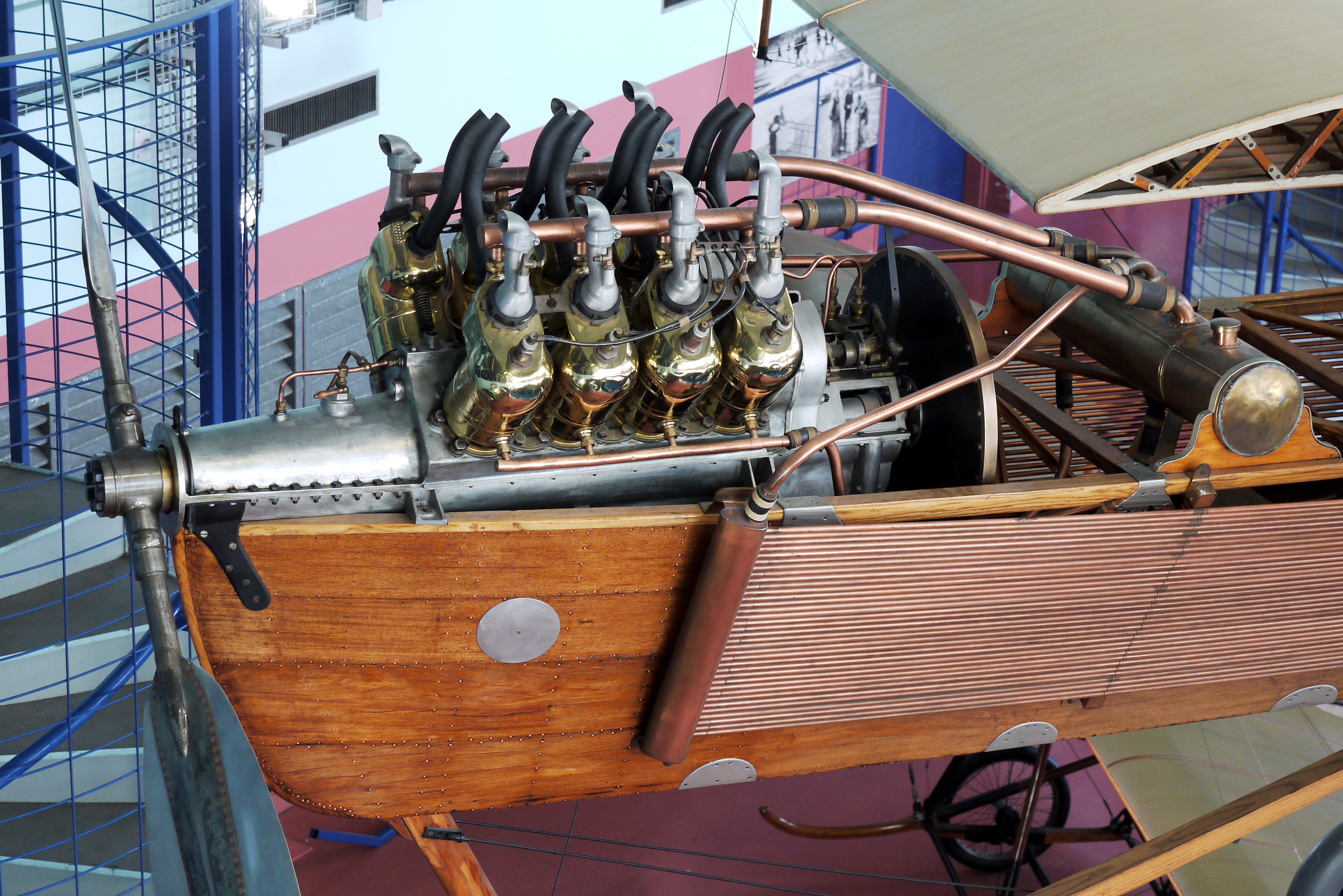
Antoinette-V8-Motor der Antoinette VII

Léon Levavasseur (* 7. Dezember 1863 in Le Mesnil-au-Val, Cherbourg, Frankreich; † 26. Februar 1922 in Puteaux) war ein französischer Ingenieur, Flugzeugbauer und Erfinder. Ebenso entwickelte er einen V8-Motor, bei dem er direkte Kraftstoff-Einspritzung und Siedekühlung einsetzte. Von 1904 bis 1912 leitete er den Motorenhersteller Société Antoinette.

## Leben
Levavasseur wurde in Le Mesnil-au-Val bei Cherbourg als Sohn eines Marineangehörigen geboren. Anfangs studierte er Schöne Künste, wechselte dann aber zum Ingenieurfach mit einem speziellen Interesse an Bogenlampen und Benzin-Maschinen (Verbrennungsmaschinen mit Zündung, Ottomotoren).

## Die Firma Antoinette

### Motorenunternehmen und Firmengründung
Im Sommer 1902 schlug Levavasseur dem Industriellen Jules Gastambide vor, dass kräftige, leichte Antriebsmaschinen für den Motorflug nötig seien, und warb für die Herstellung dieser Motoren. Er schlug auch vor, dass die Motoren nach Gastambides Tochter Antoinette benannt werden sollten. Gastambide finanzierte das Unternehmen. Noch im selben Jahr, am 28. August 1902, meldete Levavasseur ein Patent (Nr. 339068) für einen leichten V8-Motor mit 59 kW (80 PS) an. Schon 1904 wurden die meisten Rennboote in Europa, die Preise gewannen, von Antoinette-Motoren angetrieben. Während dieser Zeit konstruierte er verschiedene Motoren, die bis zu 32 Zylinder hatten. 
Levavasseurs Antoinette-Motoren enthielten oft fortgeschrittene Neuerungen, einschließlich Benzindirekteinspritzung und eine Verdampfungskühlung. 

### Turbulente Zeiten und das Ende von Antoinette
Levavasseur verließ die Firma Antoinette im November 1909. und kehrte im März 1910 als Technischer Direktor zurück. Nach seiner Rückkehr entwarf er das Antoinette-Militärflugzeug Monobloc, einen stromlinienförmigen Eindecker mit freitragenden Tragflächen. Wegen ihres enormen Gewichts war die untermotorisierte Maschine während der Versuchsflüge 1911 in Reims nicht in der Lage, abzuheben und wurde vom Militär zurückgewiesen. Die Firma Antoinette war kurz danach bankrott.

## Nach Antoinette
Levavasseur begann Ende 1918, an einem Flugzeug mit variabler Flügeloberfläche zu arbeiten. Damit gewann Levavasseur den „Safety in Aeroplanes“-Preis und die Erfindung wurde von der französischen Regierung erworben.
Levavasseur starb in Armut im Februar 1922.